# Sophta fasciola
Sophta fasciola là một loài bướm đêm trong họ Noctuidae.